# Homoneura czernyi
Homoneura czernyi är en tvåvingeart som beskrevs av Shatalkin 1993. Homoneura czernyi ingår i släktet Homoneura och familjen lövflugor.
Artens utbredningsområde är Sichuan (Kina). Inga underarter finns listade i Catalogue of Life.